# Сельское поселение Новое Якушкино
Сельское поселение Новое Якушкино — муниципальное образование в Исаклинском районе Самарской области.
Административный центр — село Новое Якушкино.

## Административное устройство
В состав сельского поселения Новое Якушкино входят:
- село Новое Якушкино,
- село Преображенка,
- село Самсоновка,
- село Старая Боголюбовка,
- деревня Новая Боголюбовка,
- деревня Новый Шунгут,
- деревня Старый Шунгут,
- деревня Сухарь Матак.